# Hsieh Pei-chen
Hsieh Pei-chen (chinesisch 謝沛蓁; * 31. Januar 1988) ist eine taiwanische Badmintonspielerin. 

## Karriere
Hsieh Pei-chen gewann 2008 die Greece International. 2009 wurde sie Dritte bei den Ostasienspielen, ein Jahr später Fünfte bei der Asienmeisterschaft. 2010 gewann sie bei der Welthochschulmeisterschaft Gold im Mixed mit Chen Hung-ling.

## Sportliche Erfolge
| Saison | Veranstaltung              | Disziplin   | Platz | Name                            |
| ------ | -------------------------- | ----------- | ----- | ------------------------------- |
| 2008   | Greece International       | Mixed       | 1     | Chen Hung-ling / Hsieh Pei-chen |
| 2009   | Ostasienspiele             | Mixed       | 3     | Chen Hung-ling / Hsieh Pei-chen |
| 2010   | Asienmeisterschaft         | Damendoppel | 5     | Hsieh Pei-chen / Wang Pei-rong  |
| 2010   | Welthochschulmeisterschaft | Mixed       | 1     | Chen Hung-ling / Hsieh Pei-chen |